# Cryphia testouti
Cryphia testouti là một loài bướm đêm trong họ Noctuidae.